# 全球华侨华人促进中国和平统一大会
全球华侨华人促进中国和平统一大会（Overseas Chinese World Conference for Promoting Peaceful Reunification of China）是一个促进中国大陸和台湾和平统一的全球性会议，从2000年开始起在全球各地举办。最近的一次大会在香港举行，来自两岸四地及全球60多个国家和地区的华人组织代表约1千500人出席了大会。

## 历届大会
| 年份   | 名称                                                   | 地点           |
| ------ | ------------------------------------------------------ | -------------- |
| 2000年 | 全球华侨华人推动中国和平统一大会                       | 德国柏林       |
| 2001年 | 全球华侨华人推动中国和平统一大会                       | 日本东京       |
| 2002年 | 全球华侨华人推动中国和平统一大会                       | 悉尼           |
| 2003年 | 全球华侨华人推动中国和平统一大会                       | 俄羅斯莫斯科   |
| 2005年 | 纪念世界反法西斯胜利六十周年暨全球促进中国和平统一大会 | 奥地利维也纳   |
| 2006年 | 全球华侨华人促进中国和平统一大会                       | 澳門           |
| 2007年 | 全球华侨华人共建和谐世界，促进中国和平统一大会         | 匈牙利布达佩斯 |
| 2009年 | 全球华侨华人促进中国和平统一大会                       | 美国洛杉矶     |
| 2010年 | 全球华侨华人促进中国和平统一大会                       | 香港           |